# Un momento de inocencia
Un Momento de Inocencia o Nun va Goldoon (en persa: نون و گلدون‎) es una película iraní del año 1996, basada en una parte de la vida de Mohsen Makhmalbaf, director del filme.

## Sinopsis
A sus cuarenta años de edad, un expolicía va a Teherán para reunirse con el director Makmalbaf y participar en su película.
Veinte años antes, el director había apuñalado al policía durante una protesta contra el régimen Shah, por lo que fue detenido y pasó varios años en la cárcel. Por lo tanto, la película toma como idea principal reconstruir la escena vivida por el director.
La película es una semi-autobiografía de la experiencia de Makhmalbaf.

## Reparto
| Actriz/Actor         | Personaje                            |
| -------------------- | ------------------------------------ |
| Mirhadi Tayebi       | Policía                              |
| Mohsen Makhmalbaf    | El director                          |
| Ali Bakhsi           | Director joven                       |
| Ammar Tafti          | Policía joven                        |
| Maryam Mohamadamini  | Mujer joven                          |
| Moharram Zaynalzadeh |                                      |
| Hana Makhmalbaf      | Niña en la puerta, hija del director |

## Estreno

### Oficiales
| País         | Fecha                |
| ------------ | -------------------- |
| Países Bajos | 12 de junio de 1997  |
| Reino Unido  | 2 de octubre de 1998 |

### Festivales
| País          | Fecha                   | Festival                      |
| ------------- | ----------------------- | ----------------------------- |
| Suiza         | 13 de agosto de 1996    | Festival de Cine de Locarno   |
| Canadá        | 6 de septiembre de 1996 | Festival de Cine de Toronto   |
| Singapur      | 5 de abril de 1997      | Festival de Cine de Singapur  |
| Islandia      | 16 de enero de 1999     | Festival de Cine de Reykjavik |
| Corea del Sur | 11 de octubre de 2000   | Festival de Cine de Pusan     |

## Respuestas y Crítica
Aunque la película fue prohibida en Irán, las críticas occidentales fueron muy positivas respecto a la película. Mike D'Angelo dijo de Un Momento de Inocencia "una vertiginosa mezcla de autobiografía, documental, y mitología... un valiente testimonio de nuestra capacidad innata de decencia y de amor". Y dijo que "acaba con el mejor plano congelado desde Los 400 Golpes, o quizás el mejor plano congelado de la historia.
Stuart Klawans de The Nation dijo que los lectores debían contactar con él de inmediato "si veían otra película con una imagen tan imperiosa y completa de los dolores, miedos, necesidades y sueños de las personas.
En la lista de "Las mejores películas de la historia" del 2012 realizada por Sight & Sound, Un Momento de Inocencia fue colocada en la posición 235.ª como mejor película, y como segunda mejor película iraní detrás de Close-Up.

## Lugares de Filmación
- Teherán, Irán

## Premios

### Festival de Locarno
| Año  | Resultado | Premio           | Categoría/Destinatario(s) |
| ---- | --------- | ---------------- | ------------------------- |
| 1996 | Ganador   | Mención Especial | Mohsen Makhmalbaf         |
| 1996 | Nominado  | Leopardo de Oro  | Mohsen Makhmalbaf         |